# گلاریول استرالیایی

گلاریول استرالیایی یا گلاریول پابلند استرالیایی (نام علمی: Stiltia isabella) نام یک گونه از تیره چلچله‌بیابانیان است.